# Grammatorcynus bilineatus
Grammatorcynus bilineatus е вид бодлоперка от семейство Scombridae. Видът не е застрашен от изчезване.

## Разпространение и местообитание
Разпространен е в Австралия, Бруней, Вануату, Гуам, Джибути, Египет, Еритрея, Йемен, Индия, Индонезия, Йордания, Малайзия, Маршалови острови, Мианмар, Микронезия, Нова Каледония, Палау, Папуа Нова Гвинея, Самоа, Саудитска Арабия, Северни Мариански острови, Соломонови острови, Сомалия, Судан, Токелау, Тонга, Тувалу, Фиджи, Филипини и Япония.
Обитава крайбрежията на морета, заливи и рифове. Среща се на дълбочина от 1,5 до 15 m, при температура на водата около 26,6 °C и соленост 34,4 – 34,9 ‰.

## Описание
На дължина достигат до 1 m, а теглото им е максимум 3500 g.